# Новотроицкое (Мордовия)
Новотро́ицкое — село, центр сельской администрации в Старошайговском районе.

## География
Расположено на речке Руднячке, в 25 км от районного центра и 35 км от железнодорожной станции Саранск.
В Новотроицкую сельскую администрацию входит д. Новая Обуховка (26 чел.).

## Этимология
Название религиозно-культового происхождения. В 17 в. Новотроицкое считалось «сучком» села Мельцаны.

## История
В «Списке населённых мест Пензенской губернии» (1869) Новотроицкое (Ст. Сучкино) — село казённое из 164 дворов (1 287 чел.) Инсарского уезда.
С 1837 по 1928 год — волостной центр. В 1913 году в селе было 366 дворов (2 279 чел.); земская больница (1912), 7 ветряных мельниц, 3 чайные, просодранка, шерсточесалка; в 1931 году — 580 дворов (2 790 чел.), базар.
В 1930-е годы был создан совхоз, с 1997 года — СХПК «Новотроицкий».

## Население
| 2002 | 2010 |
| ---- | ---- |
| 474  | ↗493 |

## Инфраструктура
В современном селе — средняя школа, Дом культуры, торговый центр, столовая, магазин.

## Известные люди
Новотроицкое — родина заместителя Председателя — руководителя Аппарата Правительства Республики Мордовия В. В. Руженкова, заместителя генерального директора ОАО «Станкостроитель» В. Н. Сапова, поэта В. А. Гадаева, заслуженного работника культуры МАССР А. П. Серновой, кандидата философских наук В. М. Куркова.